# Stuttgarter Straßenbahnen
La Stuttgarter Straßenbahnen AG (in sigla SSB, pronuncia: ʔes ʔes beː) è un'azienda di trasporto pubblico di Stoccarda. Gestisce lo Stadtbahn, la rete degli autobus, la Standseilbahn e lo Zahnradbahn di Stoccarda.
La SSB è parte del consorzio VVS (Verkehrs- und Tarifverbund Stuttgart) (Associazione trasporti e tariffe di Stoccarda) gestita dal comune e dalla regione di Stoccarda.

## Esercizio

### Linee
L'azienda gestisce 15 linee Stadtbahn, una rete di complessivi 130 km con 200 stazioni, 44 autolinee, una ferrovia a cremagliera e una funicolare.

### Parco aziendale
La flotta della SSB e formata da 184 treni Stadtbahn e 259 autobus.